# Pandan (Pancur)
Pandan is een bestuurslaag in het regentschap Rembang van de provincie Midden-Java, Indonesië. Pandan telt 1529 inwoners (volkstelling 2010).